# Antón Arieta
Arieta-Araunabeña  Piedra est un nom espagnol. Le premier nom de famille, en général paternel, est Arieta-Araunabeña ; le second, en général maternel, souvent omis, est Piedra.
Pour les articles homonymes, voir Arieta.
Ne doit pas être confondu avec Eneko Arieta.
Antón Arieta-Araunabeña Piedra, surnommé Arieta II, né le 6 janvier 1946 à Durango en Espagne et mort le 7 mai 2022 dans la même commune, est un footballeur international espagnol qui occupe essentiellement le poste d'avant-centre. Il évolue durant sa carrière dans plusieurs clubs et notamment à l'Athletic Bilbao pendant dix ans. Il compte 7 sélections pour trois buts inscrits avec l'équipe d'Espagne.

## Biographie

### Carrière de joueur

#### En club
Natif de Durango en 1946, Antón Arieta y commence le football. Après un passage par les équipes de jeunes de l'Athletic Bilbao, le club où son frère aîné Eneko joue en tant que professionnel, il y intègre l'équipe première en 1964 à l'âge de 18 ans,, et dispute son premier match de Primera División le 13 septembre 1964 lors de la réception d'Elche qui se solde par une victoire de Bilbao 2-1,. Il côtoie dans l'effectif durant ses deux premières saisons son frère aîné Eneko qui est lui en fin de carrière. Les frères disputent onze ou quatorze matchs officiels ensemble selon les sources,. Eneko est surnommé « Arieta I », Antón « Arieta II ».
Arieta remporte avec Bilbao la Coupe d'Espagne en 1969 et 1973. Il est décisif lors de ces deux finales, inscrivant le seul but du match de 1969 contre Elche et le premier de la victoire des Basques 2-0 en 1973 face à Castellón. Il est également vice-champion d'Espagne en 1970 et atteint les quarts-de-finale de la Coupe des villes de foire en 1965, 1968 et 1969.
À Bilbao, Antón Arieta forme une ligne d'attaque marquante aux côtés de Argoitia, Uriarte, Clemente et Rojo. Antón Arieta commence sa carrière professionnelle en tant qu'ailier alors que son frère est finisseur. Après la fin de carrière d'Eneko, il lui succède au poste d'avant-centre,. Comparativement à Eneko, Antón est moins efficace devant le but mais est plus fort techniquement.
À la fin de la saison 1973-1974, le club basque souhaite rajeunir son équipe et se sépare de plusieurs joueurs. Arieta, en fin de contrat, en fait partie et quitte l'Athletic Bilbao contre son gré. Il rejoint alors le Hércules Alicante. Il y joue durant deux saisons avant d'arrêter sa carrière. Le club se classe cinquième du championnat en 1975 ce qui représente le meilleur résultat de son histoire dans la compétition.

#### En sélection
La première sélection en équipe nationale d'Antón Arieta a lieu le 11 février 1970 lors de la réception à Séville de la RFA, un match qui se solde par une victoire espagnole 2-0, les deux buts étant inscrits par Arieta. Sa dernière sélection avec la Roja se déroule le 12 janvier 1972 lors de la réception à Madrid de la Hongrie. Cette rencontre est remportée par les Espagnols sur un but d'Arieta à la 82e minute. Ses sept sélections en équipe nationale se soldent par cinq victoires, deux matchs nuls et trois buts inscrits.
Il dispute également un match avec l'équipe d'Espagne B le 15 novembre 1964 face au Portugal B pour une victoire espagnole 3-0, Arieta marquant le dernier but espagnol.

### Après-carrière
Arieta, une fois sa carrière de joueur terminée, quitte le milieu de football et se réinstalle à Durango avec sa femme et leurs trois enfants,,. Il y meurt le 7 mai 2022 à l'âge de 76 ans. En guise d'hommage, les joueurs de l'Athletic Bilbao portent un brassard noir lors du match de championnat suivant disputé à domicile face à Valence. Une minute de silence précède également le coup d'envoi de cette rencontre.

## Palmarès
Arieta obtient l'essentiel de son palmarès de joueur lorsqu'il évolue à l'Athletic Bilbao. Il remporte en 1969 et 1973 la Coupe d'Espagne et en est finaliste en 1966 et 1967. Il est également vice-champion d'Espagne en 1970.

## Statistiques
Le tableau ci-dessous résume les statistiques en match officiel d'Antón Arieta durant sa carrière de joueur professionnel,.
| Saison                | Club                  | Championnat           | Championnat | Championnat | Coupe(s) nationale(s) | Coupe(s) nationale(s) | Compétition(s) continentale(s) | Compétition(s) continentale(s) | Compétition(s) continentale(s) | Sélection | Sélection | Sélection | Total | Total |
| Saison                | Club                  | Division              | M.          | B.          | M.                    | B.                    | Comp.                          | M.                             | B.                             | Équipe    | M.        | B.        | M.    | B.    |
| 1964-1965             | Athletic Bilbao       | Primera División      | 29          | 12          | 8                     | 1                     | C3                             | 9                              | 0                              | Espagne B | 1         | 1         | 47    | 14    |
| 1965-1966             | Athletic Bilbao       | Primera División      | 24          | 5           | 9                     | 3                     | -                              | -                              | -                              | -         | -         | -         | 33    | 8     |
| 1966-1967             | Athletic Bilbao       | Primera División      | 28          | 9           | 9                     | 2                     | C3                             | 2                              | 0                              | -         | -         | -         | 39    | 11    |
| 1967-1968             | Athletic Bilbao       | Primera División      | 28          | 12          | 5                     | 2                     | C3                             | 6                              | 2                              | -         | -         | -         | 39    | 16    |
| 1968-1969             | Athletic Bilbao       | Primera División      | 19          | 2           | 7                     | 2                     | C3                             | 7                              | 0                              | -         | -         | -         | 33    | 4     |
| 1969-1970             | Athletic Bilbao       | Primera División      | 27          | 4           | 8                     | 2                     | C2                             | 2                              | 0                              | Espagne   | 3         | 2         | 40    | 8     |
| 1970-1971             | Athletic Bilbao       | Primera División      | 26          | 4           | 2                     | 0                     | C3                             | 2                              | 0                              | Espagne   | 3         | 0         | 33    | 4     |
| 1971-1972             | Athletic Bilbao       | Primera División      | 33          | 8           | 6                     | 2                     | C3                             | 4                              | 3                              | Espagne   | 1         | 1         | 44    | 14    |
| 1972-1973             | Athletic Bilbao       | Primera División      | 20          | 3           | 6                     | 1                     | -                              | -                              | -                              | -         | -         | -         | 26    | 4     |
| 1973-1974             | Athletic Bilbao       | Primera División      | 31          | 3           | 2                     | 0                     | C2                             | 4                              | 0                              | -         | -         | -         | 37    | 3     |
| 1974-1975             | Hércules Alicante     | Primera División      | 32          | 6           | 4                     | 0                     | -                              | -                              | -                              | -         | -         | -         | 36    | 6     |
| 1975-1976             | Hércules Alicante     | Primera División      | 12          | 1           | 4                     | 0                     | -                              | -                              | -                              | -         | -         | -         | 16    | 1     |
| Total sur la carrière | Total sur la carrière | Total sur la carrière | 309         | 69          | 70                    | 15                    | -                              | 36                             | 5                              | -         | 8         | 4         | 423   | 93    |